# Es Mercadal
Es Mercadal (spanyolul: Mercadal vagy El mercadal) település Spanyolországban, a Baleár-szigeteken. Es Mercadal Alaior, Ferreries, Es Migjorn Gran és Mahón községekkel határos. Lakosainak száma 6215 fő (2024).

## Nevezetességek
- Fornellsi torony – 19. századi katonai őrtorony a tengerparton, a községhez tartozó Fornells kikötője mellett
- Sanitjai torony – 19. századi katonai őrtorony maradványa a tengerparton

## Népesség
A település népessége az elmúlt években az alábbi módon változott:
| Lakosok száma | 3268 | 3844 | 4504 | 5292 | 5408 | 5176 | 5098 | 5038 | 5444 | 6215 |
|               | 2001 | 2004 | 2006 | 2009 | 2011 | 2014 | 2016 | 2019 | 2021 | 2024 |